# Chorwackie Siły Powietrzne

Znak rozpoznawczy Sił Powietrznych Niepodległego Państwa Chorwackiego w latach 1941-1944

Znak rozpoznawczy Sił Powietrznych Niepodległego Państwa Chorwackiego w latach 1944-1945

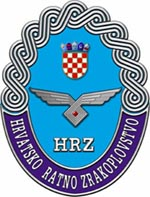
Embemat Sił Powietrznych i Obrony Przeciwlotniczej

Znak rozpoznawczy o obniżonej widzialności

Znak rozpoznawczy umieszczany na stateczniku pionowym lub belkach ogonowych śmigłowców

Chorwackie Siły Powietrzne (chorw. Hrvatsko ratno zrakoplovstvo i protuzračna obrana) są częścią Chorwackich Sił Zbrojnych. Zostały założone w 1991 roku. Głównymi zadaniami chorwackich sił powietrznych są:
- badanie i kontrola powietrznego kosmicznego bezpieczeństwa;
- zadania poszukiwawczo-ratownicze;
- dostarczanie pomocy w naturalnych, humanitarnych i technologicznych katastrofach;
- zapewnienie przewagi i koordynacja działań zbrojnych.

## Historia

### Druga wojna światowa

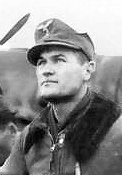
Chorwacki As myśliwski Mato Dukovac, 44 potwierdzone zwycięstwa na froncie wschodnim

W 1941 roku, po zajęciu Jugosławii przez państwa Osi, faszystowskie ugrupowanie ustaszy na czele z Ante Paveliciem przejęło władzę i ogłosiło niepodległość proklamując powstanie Niepodległego Państwa Chorwackiego (NDH). Chorwacja opowiedziała się po stronie państw Osi i wówczas po raz pierwszy powstało chorwackie lotnictwo wojskowe. Jako niezależna formacja Siły Powietrzne Niepodległego Państwa Chorwackiego (Zrakoplovstvo Nezavisne Države Hrvatske) powstały 19 kwietnia 1941 roku. Początkowo używany przez lotnictwo sprzęt pochodził z arsenałów lotnictwa jugosłowiańskiego zdobytego przez Niemców i przekazanego Chorwatom. Powstały dwa pułki: rozpoznawczy i myśliwski, każdy składający się z trzech eskadr. 2 czerwca 1941 roku powstała Chorwacki Legion Lotniczy (Hrvatska Zrakoplovna Legija, niem. Kroatische Luftwaffen Legion), której celem było wspieranie działań Luftwaffe na froncie wschodnim w jej walkach przeciwko Związkowi Radzieckiemu. Z wyszkolonych w Niemczech ochotników utworzono dwa skrzydła: myśliwskie i bombowe. 4 Skrzydło Myśliwskie składało się z dwóch dywizjonów: 10 i 11 Dywizjonu Myśliwskiego. Weszły one w skład 3 Dywizjonu 52 Pułku Myśliwskiego Luftwaffe, tworząc jego 15 Eskadrę. Początkowo piloci latali na samolotach Messerschmitt Bf 109E a następnie na nowocześniejszych Bf 109G. W latach 1942–1944 Chorwaci wykonali około 5000 lotów bojowych, zestrzeliwując ok. 290 samolotów przeciwnika tracąc 5 własnych pilotów, 14 pilotów uzyskało tytuł asa myśliwskiego. W lutym 1945 roku eskadra powróciła do Zagrzebia i włączyła się w walki na terenie Chorwacji. 4 Skrzydło Bombowe składało się z dwóch dywizjonów: 12 i 13 Dywizjonu Bombowego latającego na samolotach Dornier Do 17Z. Skrzydło weszło w skład 3 Pułku Bombowego Luftwaffe (Kampfgeschwader 3). W 1942 roku skrzydło powróciło do Chorwacji biorąc udział w walkach z partyzantką. Głównym rejonem działań lotnictwa wojskowego były Bałkany. Siły powietrzne brały udział w zwalczaniu partyzantki Josipa Broz Tito oraz walkach przeciwko amerykańskiemu i brytyjskiemu lotnictwu, które po rozpoczęciu inwazji na Włochy coraz częściej i śmielej atakowało niemieckie cele na Bałkanach. W szczytowym okresie swojego rozwoju chorwackie siły powietrzne liczyły 16 eskadr. Wśród wielu typów używanych samolotów znalazł się również jeden egzemplarz polskiego samolotu RWD-13. Historia Zrakoplovstvo Nezavisne Države Hrvatske zakończyła się 8 maja 1945 roku wraz z wkroczeniem wojsk Tity do Zagrzebia.

### Rozpad Jugosławii

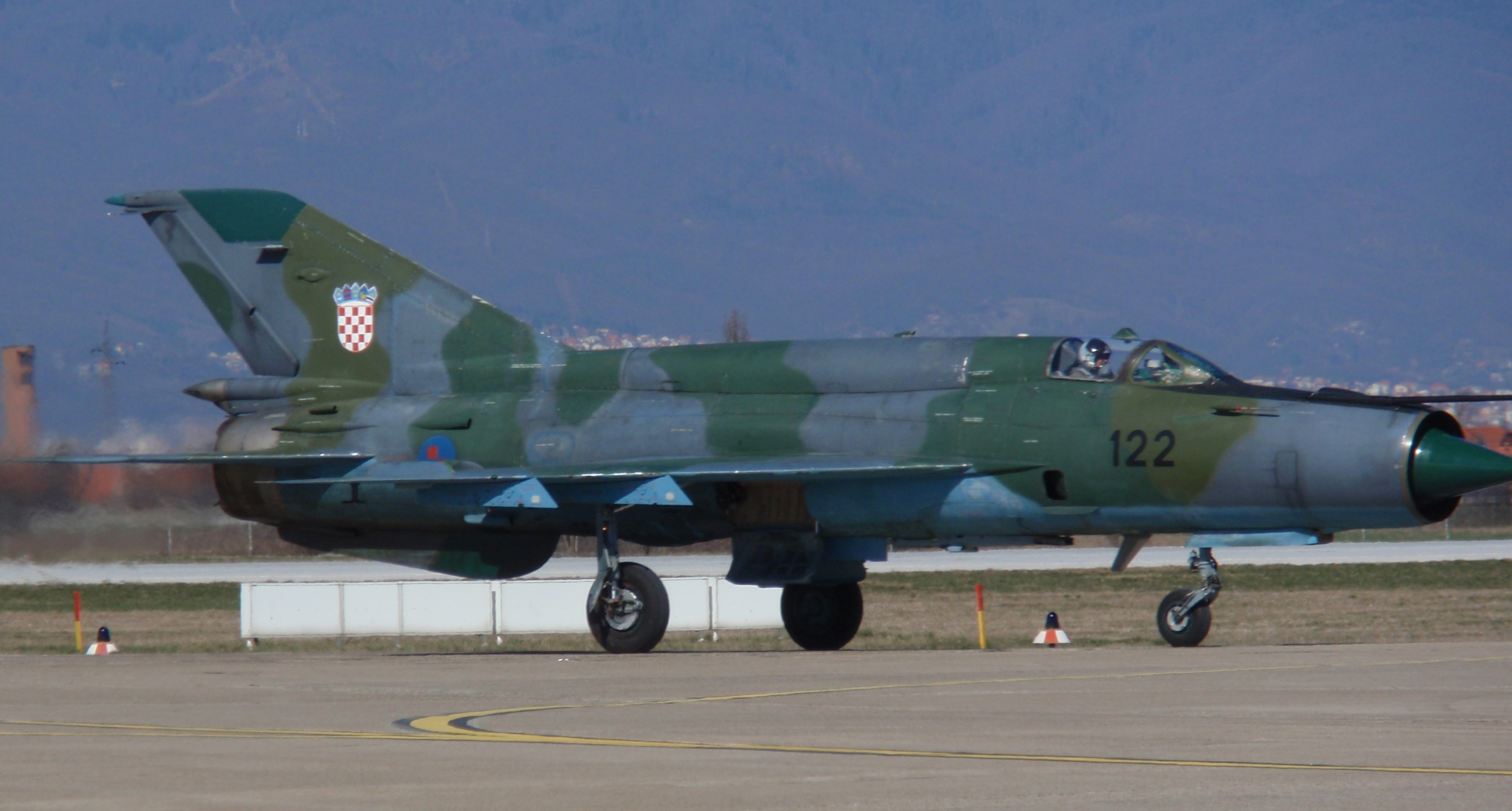
MiG-21bis

W 1991 roku dochodzi do rozpadu Jugosławii. W maju tego samego roku w Socjalistycznej Republice Chorwacji przeprowadzane jest referendum, w rezultacie którego 93% uprawnionych do głosowania opowiada się za niepodległością. 25 czerwca 1991 Chorwacja staje się niepodległym państwem a Jugosłowiańska Armia Ludowa rozpoczyna interwencję w zbuntowanej republice, wspierając miejscowych Serbów, rozpoczyna się wojna w Chorwacji. Formowanie sił powietrznych rozpoczęto zaraz po proklamowaniu niepodległości. W początkowym okresie walk wojskowe lotnictwo składało się z czterech policyjnych śmigłowców: trzech Bell 206 i jednego Bell 412, które zostały „zmilitaryzowane” i zajmowały się transportem oddziałów milicji w rejony walk. We wrześniu 1991 roku powołano Grupę Lotniczą (Zrakoplovna Grupa) podporządkowaną Gwardii Narodowej, wcielono do niej wszystkie samoloty i śmigłowce znajdujące się na terenie Chorwacji. Wśród nich były samoloty rolnicze oraz maszyny używane w aeroklubach. We wrześniu 1991 roku zdobyto jugosłowiański Mi-8, który po remoncie został wcielony do służby. Jesienią rozpoczęło się oblężenie Vukovaru, w okrążonym przez siły federalne i serbskich ochotników mieście brakowało broni, żywności, amunicji i lekarstw. W ten sposób powstała jedna z pierwszych znanych jednostek wojskowego lotnictwa Chorwacji, Samodzielny Oddział Lotniczy Osijek (Samostalni zrakoplovni vod Osijek). Używając rolniczych An-2, z których zdemontowano wyposażenie agrolotnicze jednostka przerzucała do Vukovaru potrzebne zaopatrzenie. Na samolotach tych przeprowadzano również bombardowania z użyciem bomb domowej roboty, które wyrzucane były przez tylne drzwi samolotu. Wśród używanych w tamtym okresie samolotów znalazły się rolnicze PZL M18 Dromader, Piper PA-25 Pawnee, Piper PA-36 Pawnee Brave i dwupłatowe Grumman G-164 Ag-Cat, turystyczne Cessna 172 i Cessna 185 oraz szkolno treningowe Utva-75. Te ostatnie uzbrojono w cztery wyrzutnie rakiet przeciwpancernych M-79 Osa, samoloty mogły przenosić również po sześć bomb lotniczych. Używane również były w celach rozpoznawczych samoloty ultralekkie i motolotnie. Pod koniec 1991 roku sytuacja była tak dramatyczna, że zdecydowano się również włączyć do działań śmigłowiec Bell 47 będący egzemplarzem muzealnym z Muzeum Techniki w Zagrzebiu. Zastanawiano się również nad przywróceniem sprawności samolotom umieszczonym na pomnikach oraz maszynom z czasów drugiej wojny światowej. 4 stycznia 1992 roku na lotnisku w Puli wylądował MiG-21bis uprowadzony przez kapitana Danijela Borovica. Była to druga tego typu dezercja, pierwszym uciekinierem był Rudolf Perešin, który również na MiG-u 21 wylądował w austriackim Klagenfurt am Wörthersee jednak w jego przypadku samolot został internowany na terytorium Austrii i do dziś można go oglądać w wiedeńskim Heeresgeschichtliches Museum. W maju tego samego roku w podobny sposób dotarły jeszcze dwa MiG-i. Piloci Ivan Selak i Ivan Ivandić zdezerterowali ze 124 Eskadry Myśliwskiej lotnictwa jugosłowiańskiego. W ten sposób Chorwacja otrzymała w pełni sprawne samoloty odrzutowe. Jest prawdopodobne, że Chorwacja w ten sposób pozyskała więcej samolotów, jednak żadna ze stron nie była zainteresowana ujawnianiem takich informacji. Co najmniej dwa MiGi zostały strącone podczas działań wojennych, pierwszy z nich o numerze bocznym 101 został zestrzelony 24 czerwca 1992 roku przez bośniacką brygadę obrony przeciwlotniczej pod Slavonskim Brodem a drugi omyłkowo przez własną artylerię przeciwlotniczą.

### Stan obecny
W 2003 roku procesowi modernizacji i gruntownemu przeglądowi zostało poddane 12 radzieckich MiG-ów-21 (w wersji bisD/UMD). W 2004 roku zostały zmodernizowane za 8,5 miliona USD. Ich modernizacja polegała między innymi na integracji z nowymi systemami komunikacji, IFF i wyposażeniu samolotów w system GPS. Zakładano, że samoloty te pozostaną w służbie do 2010-2011 roku, ale do 2013 roku nie podjęto decyzji o zakupie nowych samolotów. W czerwcu 2013 roku zawarto umowę o wartości 13,9 miliona euro z ukraińską firmą Odessa Aircraft Plant (wchodzącą w skład Ukroboronprom), dotyczącą remontu siedmiu MiG-ów-21 (czterech dwuosobowych) oraz zakupu pięciu kolejnych jednomiejscowych wyremontowanych egzemplarzy z zapasów ukraińskich. Dostawy rozpoczęto w kwietniu 2014 roku. Chorwacja jest ostatnim po Rumunii krajem NATO, który eksploatuje MiG-i-21.
W 2003 i 2004 siły transportowe zostały wysłane do Rosji i na Ukrainę celem gruntownego przeglądu i modernizacji 10 chorwackich Mi-8( w wersji MTV-1) i 2 An-32B. W 2006 Chorwacja podpisała umowę na dostawę 10 śmigłowców Mi-171 (eksportowa wersja Mi-8AMT). Helikoptery stanowiły rekompensatę dla Rosji w ramach długu byłej Jugosławii, który Chorwacja częściowo odziedziczyła. Kontrakt jest wart 65 milionów USD.
W 2005 roku sformowano latającą na samolotach typu Pilatus PC-9M grupę akrobatyczną Krila Oluje. Grupa funkcjonowała do roku 2015, kiedy to sześciu jej pilotów równocześnie złożyło podania o zwolnienie ze służby.
Pod koniec 2006 roku wystawiono na sprzedaż siedem śmigłowców Mi-24. Z powodu złego stanu technicznego cenę ustalono na jedynie 80 tysięcy dolarów za sztukę. Pozostawiono w służbie jedynie dwa egzemplarze – jeden wysłano do muzeum, a drugi pozostawiono jako stacjonarne stanowisko treningowe. Pełna wymiana Mi-24 nie jest na razie brana pod uwagę. W 2015 roku rozpoczęto zaś poszukiwania nowych myśliwców, które zastąpią przestarzałe (mimo że zmodernizowane) MiG-i-21. Sfinalizowanie procedury zaplanowano na rok 2016. Równocześnie w 2015 roku podjęto negocjacje ze Stanami Zjednoczonymi w sprawie zakupu 16 używanych śmigłowców wielozadaniowych Bell OH-58D Kiowa Warior, powinny one zakończyć się podpisaniem umowy w kwietniu 2016 roku i rozpoczęciem dostaw w połowie 2016 roku. W sierpniu 2016 roku Chorwackie Siły Powietrzne i Obrony Przeciwlotniczej odebrały pierwszą partię 5 śmigłowców wielozadaniowych Bell OH-58D Kiowa Warior. W dniu 3 grudnia 2016 roku Chorwackie Siły Powietrzne i Obrony Przeciwlotniczej odebrały ostatnią transzę 11 śmigłowców Bell OH-58D Kiowa Warrior. W grudniu 2016 roku zespół ekspertów chorwackiego MON zarekomendował zakup maszyn Saab Gripen C/D lub KAI F/A-50 jako nowych samolotów wielozadaniowych dla Chorwackich Sił Powietrznych.

## Wyposażenie
| Samolot                            | Zdjęcie               | Kraj pochodzenia    | Typ                    | Wersje                  | W służbie           | Uwagi                                                                                |                     |
| Samoloty myśliwskie                | Samoloty myśliwskie   | Samoloty myśliwskie | Samoloty myśliwskie    | Samoloty myśliwskie     | Samoloty myśliwskie | Samoloty myśliwskie                                                                  | Samoloty myśliwskie |
| ---------------------------------- | --------------------- | ------------------- | ---------------------- | ----------------------- | ------------------- | ------------------------------------------------------------------------------------ | ------------------- |
| MiG-21                             | MIG-21                | ZSRR                | myśliwiec szkolny      | MiG-21bisD MiG-21UMD    | 6 4                 | zmodernizowane w 2003 i 2004, w 2010 utracono 2 MiG-21bisD, 12 MiG-21bis w rezerwie. |                     |
| Samoloty transportowe              |                       |                     |                        |                         |                     |                                                                                      |                     |
| An-32                              | An-32                 | ZSRR                | transportowy           | An-32B                  | 2                   | zmodernizowane w 2004                                                                |                     |
| Bombardier Challenger              | Bombardier Challenger | Stany Zjednoczone   | transport VIP-ów       | CL-601 Challenger       | 1                   |                                                                                      |                     |
| Samoloty specjalnego przeznaczenia |                       |                     |                        |                         |                     |                                                                                      |                     |
| Air Tractor AT-802                 | Air Tractor AT-802    | Stany Zjednoczone   | strażacki, patrolowy   | AT-802F AT-802AF AT-802 | 1 4                 |                                                                                      |                     |
| Canadair CL-415                    | Canadair CL-415       | Kanada              | strażacki              |                         | 6                   |                                                                                      |                     |
| Samoloty szkolno-treningowe        |                       |                     |                        |                         |                     |                                                                                      |                     |
| Pilatus PC-9                       | PC-9                  | Szwajcaria          | treningowy             | PC-9M PC-9              | 17 3                | z 22 zamówionych                                                                     |                     |
| Zlin 242                           | Zlin 242              | Czechy              | treningowy             | 242L                    | 5                   |                                                                                      |                     |
| Śmigłowce                          |                       |                     |                        |                         |                     |                                                                                      |                     |
| Bell 212                           | Bell 212              | Włochy              | wielozadaniowy         |                         | 1                   | podległy policji                                                                     |                     |
| Bell 206                           | Bell 206              | Stany Zjednoczone   | wielozadaniowy         | 206B-3                  | 8                   | zakupione w 1997, część podlega policji                                              |                     |
| Bell OH-58 Kiowa                   |                       | Stany Zjednoczone   | wielozadaniowy         | OH-58D Kiowa Warior     | 16                  |                                                                                      |                     |
| Mi-8                               | Mi-8                  | ZSRR                | szturmowo-transportowy | Mi-8MTV-1               | 14                  |                                                                                      |                     |
| Mi-171                             | Mi-171                | Rosja               | szturmowo-transportowy | Mi-171Sh                | 10                  |                                                                                      |                     |